# Werner Jakstein
Werner Jakstein (* 26. Februar 1876 in Potsdam; † 8. Mai 1961 in Hamburg) war ein deutscher Architekt, Maler, Schriftsteller, Architekturhistoriker und Spielkartensammler.

## Leben und Wirken als Baurat
Werner Jakstein war der Sohn eines Potsdamer Stadtrats. Seine Mutter arbeitete als Zeichenlehrerin. In Potsdam besuchte er ein Realgymnasium, das er 1895 mit dem Abitur verließ. Von 1896 bis 1897 leistete er als Einjährig-Freiwilliger die Wehrpflicht ab. Für seine Leistungen während des anschließenden Studiums an der Technischen Hochschule Charlottenburg erhielt er 1904 einen Preis der Hochschule, der mit einer Geldprämie dotiert war. Nach einer bestandenen Staatsprüfung 1909 war Jakstein preußischer Regierungsbaumeister.

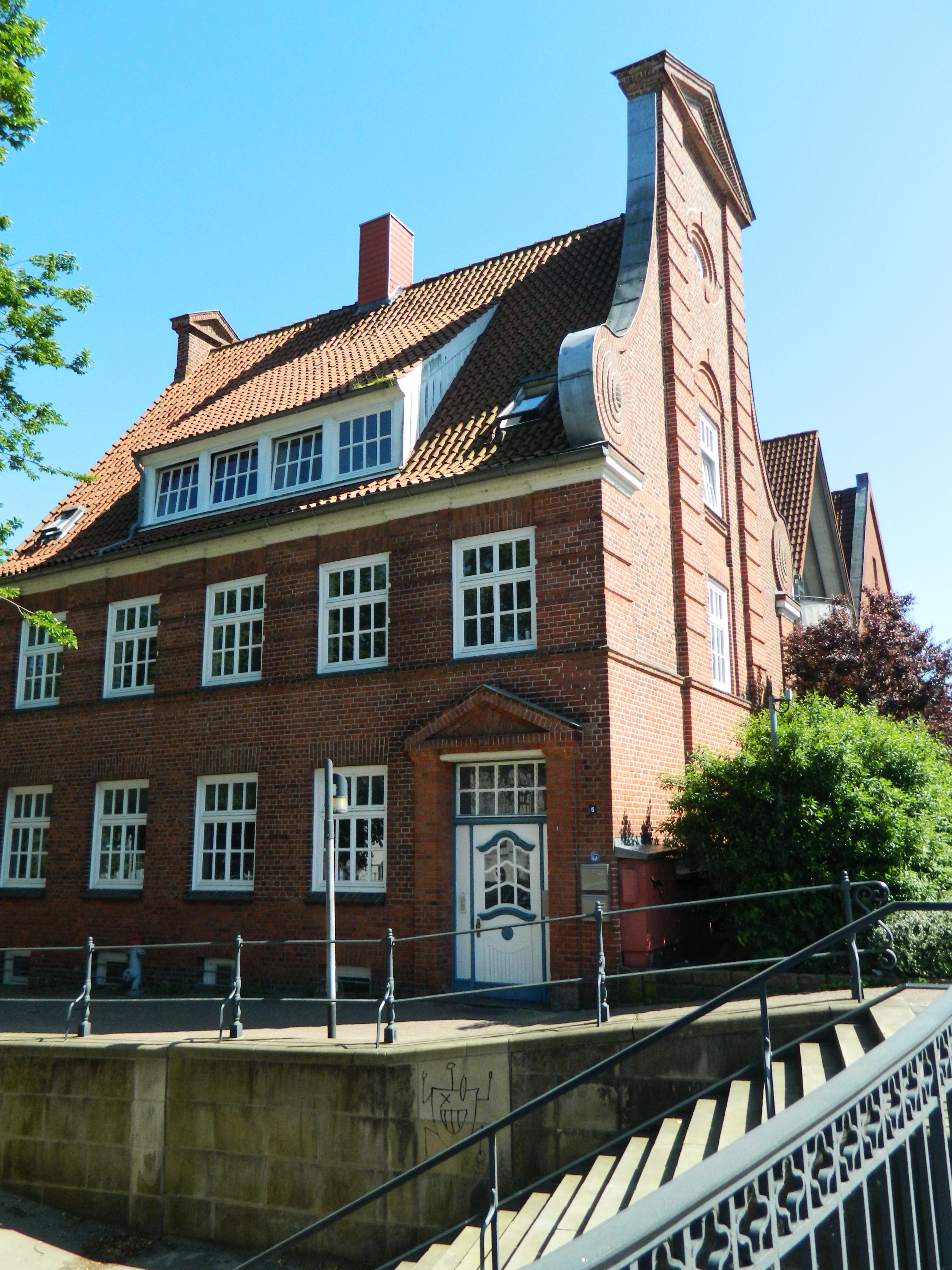
Stade: Eichamt, 1913 von Werner Jakstein, 2012

1910 ging Werner Jakstein nach Altona. Hier leitete er das Baupflegeamt des Bauamtes. Während der Zeit in Altona untersuchte und beschrieb er viele Baudenkmale in Altona sowie Schleswig-Holstein. Diese erschienen in Bauzeitschriften, darunter der Bau-Rundschau, und Tageszeitungen. Wie Ernst Sauermann, Museumsdirektor in Flensburg, und dem Hamburger Professor Oskar Schwindrazheim, mit dem Jakstein befreundet war, beeinflusste ihn die Heimatschutzbewegung. Als Baurat warb er für einen modernen Traditionalismus und förderte insbesondere den Neubau von Backsteinbauten. Friedrich Ostermeyer griff die Anregungen Jaksteins auf. 1912 wurde Jakstein zum Stadtbauinspektor befördert. Während des Ersten Weltkriegs unterbrach er seine Berufstätigkeit. Er leistete Kriegsdienst als Unteroffizier des IX. Armee-Korps. Da er während dieser Zeit viel publizierte, ist anzunehmen, dass er nur geringfügig als Soldat eingesetzt wurde. Unmittelbar nach Kriegsende organisierte Jakel eine Deutsche Bauausstellung, die im norwegischen Bergen stattfand.
1921 erhielt Jakstein den Titel eines Baurats. 1927 promovierte er zum Dr.-Ing. an der Technischen Hochschule Braunschweig. In der Promotionsschrift mit dem Titel Alte Bauzeichnungen befasste er sich insbesondere mit Bauwerken aus Altona. Sowohl dienstlich als auch darüber hinaus befasste sich Jakstein mit alten Bauwerken, von denen er fasziniert war. Jakstein, der von seinem Freund Werner Kallmorgen aufgrund seiner Körperstatur als „kleiner dicker Baurat“ bezeichnet wurde, schied zum 1. Oktober 1945 im Alter von fast 70 Jahren aus dem Amt.
Werner Jakstein starb im Mai 1961 in Hamburg. 1965 wurde der Jaksteinweg in Groß Flottbek nach ihm benannt.

## Nebenberufliche Tätigkeiten
Werner Jakstein galt als vielseitige Künstlernatur. Aus diesem Grund wurde er vermutlich auch nicht zum Oberbaurat befördert. Von 1931 bis 1933 organisierte er die Veranstaltungen „Kulturelle Erwerbsfürsorge“, die ausgesprochen gut angenommen wurde. Es handelte sich dabei um Vorträge, Führungen durch Museen und Konzerte, die Arbeitslosen ein sinnvolles Freizeitangebot bieten sollten. Die Veranstaltungsreihe wurde von den Nationalsozialisten verboten.
Jakstein betätigte sich künstlerisch und schriftstellerisch. Er zeichnete und malte Aquarelle. In Büchern und feuilletonistischen Beiträgen behandelte er Themen, die fernab seines Fachgebiets lagen. Eines der bevorzugten Themengebiete war Dänemark und die dänische Baukunst. Aufgrund einer Reise nach Ende des Studiums schrieb er einen ersten Beitrag über das neu erbaute Rathaus in Kopenhagen. Seit Beginn seiner Tätigkeit in Altona befasste er sich mit den Bauten des Architekten Christian Frederik Hansen. Nach jahrelangen Arbeiten erschien 1937 das Buch Landesbaumeister Christian Friedrich Hansen, der nordische Klassizist, das sich zu einem Standardwerk entwickelte. Christian X. verlieh Jakstein als Zeichen der Anerkennung hierfür am 3. September 1937 in der dänischen Hauptstadt den Dannebrogorden.
1940 schrieb Jakstein Liebe Alte Stadt. Das Buch entstand aufgrund des Groß-Hamburg-Gesetzes von 1937, das zur Eingemeindung Altonas nach Hamburg führte. Das Buch beschreibt als eines der letzten Werke Altona vor der Zerstörung durch die Operation Gomorrha. Auch im Ruhestand befasste sich Jakstein mit architekturhistorischen Themen. Nach Ende des Zweiten Weltkriegs machte er seine Wohnung zum „Altonaer bauhistorischen Archiv“. Er kontaktierte weit über 300 deutsche Bürgermeister mit der Bitte, den Grad der Beschädigung historischer Bauten zu ermitteln. Jakstein reiste viel. 1954 führten ihn Reisen nach Italien, Frankreich, die Niederlande, Schweden und Ägypten. Zudem bereiste er mehrfach Dänemark. Im Alter von 80 Jahren wollte Jakstein über „Die Anfänge der Steinbaukunst in Nordeuropa“ schreiben. Er nahm die Arbeiten auf und beantrage bei der Deutschen Forschungsgemeinschaft finanzielle Unterstützung für eine Reise nach England, die er jedoch nicht erhielt.
Seit 1961 war Jakstein Ehrenmitglied der Freien Akademie der Künste in Hamburg. Ein Teil seines Nachlasses wird in der Staats- und Universitätsbibliothek Hamburg aufbewahrt. 1963 erinnerte eine von Werner Kallmorgen eröffnete Gedächtnisausstellung an den ehemaligen Baurat und Künstler.

## Familie
Werner Jakstein war mit der Übersetzerin Thyra Dohrenburg verheiratet, mit der er zwei Töchter hatte. Eng verbunden blieb er lebenslang mit seiner Schwester Gertrud Jakstein, die als Zeichenlehrerin arbeitete und Jaksteins Veröffentlichungen illustrierte.

## Spielkarten-Sammlung
Werner Jakstein sammelte historische Spielkarten. Über vierzig Jahre hatte er eine einzigartige Sammlung mit 300 Spielen (8.000 Karten) aus fünf Jahrhunderten aus europäischen Ländern sowie Indien, China, Korea und Japan zusammengetragen. 1952 verkaufte er die Sammlung an den Bielefelder Unternehmer Richard Kaselowsky bzw. dem Unternehmen Bielefelder Spielkarten GmbH. Ab 1955 war sie im dafür gegründeten Deutschen Spielkarten-Museum in Bielefeld zu sehen; seit 1972 befindet sie sich im Deutschen Spielkartenmuseum in Leinfelden-Echterdingen.

## Veröffentlichungen
- Die alte Wohnungskunst im Bauernhause Schleswig-Holsteins. In: Schleswig-Holsteinischer Kunstkalender, 1914, S. 68–73 (Digitalisat).
- Christian Friedrich Hansen, der Meister unseres heimischen Klassizismus. In: Schleswig-Holsteinischer Kunstkalender, 1917, S. 8–18 (Digitalisat).
- Über das Schicksal der Ortsbilder in Schleswig-Holstein. In: Schleswig-Holsteinisches Jahrbuch (1918/1919), S. 29–31.
- Das Altonaer Baupflegeamt in den Jahren 1916–1918. In: Schleswig-Holsteinisches Jahrbuch (1918/1919), S. 92–94.
- Die Kriegerehrung in den Kreisen Süder- und Norderdithmarschen, Steinburg, Pinneberg, Stormarn und Lauenburg. In: Schleswig-Holsteinisches Jahrbuch (1920), S. 170f.
- Die Baukunst in Schleswig-Holstein nach dem Kriege. In: Schleswig-Holsteinisches Jahrbuch. Bd. 17 (1927), S. 18–22.
- Freie Künstlerarbeit oder künstlerische Zielsetzung?. In: Schleswig-Holsteinisches Jahrbuch, Bd. 17 (1927), S. 219f.
- Spielkarten aus fünf Jahrhunderten – Die Bielefelder Spielkarten G. M. B. H. zeigt ihre Sammlung – Eine Auswahl asiatischer und europäischer Spielkarten. Bielefelder Spielkarten GmbH, 1952